# Хансхаген (Западна Померанија)
Хансхаген (њем. Hanshagen) општина је у њемачкој савезној држави Мекленбург-Западна Померанија. Једно је од 89 општинских средишта округа Остфорпомерн. Према процјени из 2010. у општини је живјело 917 становника. Посједује регионалну шифру (AGS) 13059029.

## Географски и демографски подаци
Хансхаген се налази у савезној држави Мекленбург-Западна Померанија у округу Остфорпомерн. Општина се налази на надморској висини од 20 метара. Површина општине износи 9,6 km². У самом мјесту је, према процјени из 2010. године, живјело 917 становника. Просјечна густина становништва износи 95 становника/km².